# HD 95086
HD 95086 är en vit jätte i stjärnbilden Kölen. Den ligger på omkring 295 ljusårs avstånd ifrån solen. 
Stjärnan har visuell magnitud +7,36 och behöver fältkikare för att kunna observeras.

## Exoplaneter
Närvaron av en exoplanet vid stjärnan upptäcktes 2013. Den har en massa av ungefär 2,5 gånger Jupiters och fick beteckningen HD 95086 b.
| Planet | Massa      | Halv storaxel (AE)    | Siderisk omloppstid (d) | Excentricitet | Inklination             | Radie |
| ------ | ---------- | --------------------- | ----------------------- | ------------- | ----------------------- | ----- |
| b      | 2,6±0,4 MJ | 61,7 (+20,7 och -8,4) | –                       | 0,2±0,2       | 153,0° (+9,7 och -13,5) | –     |